# Каминка, Эммануил Исаакович
Эммануил Исаакович Каминка (28 апреля [11 мая] 1902, Харьков, Российская империя — 4 июня 1972, Москва, СССР) — советский артист, мастер художественного слова; заслуженный артист РСФСР (1947), лауреат 1-го Всесоюзного конкурса мастеров художественного чтения.

## Биография
Родился 28 апреля (11 мая по новому стилю) 1902 года в Харькове в семье Исаака Вульфовича Каминки (1868—1945) и Рахили Абрамовны Каминки (1875—1963). 
В 1910 годах, будучи гимназистом, занимался в театральных кружках, участвовал в массовых сценах в харьковских театрах. Свою профессиональную карьеру начинал как драматический артист, ученик Н. Н. Синельникова в студии при Харьковском театре драмы, в котором выступал с 1920 года. Также работал в харьковском театре «Модерн». В 1924 году Каминка переехал в Москву и работал в Замоскворецком театре. В 1925 году поступил в Московский театр «Комедия» (бывший театр Корша) и одновременно выступал на эстраде с фельетонами и юмористическими рассказами.
В 1930 году полностью перешел на эстраду, его первый сольный концерт состоялся в Малом зале Московской консерватории. За 40 лет работы Эммануил Исаакович подготовил 15 сольных программ, читал в концертах порядка 120 произведений. Обладал острым умом, по стране «гуляли» его эпиграммы на некоторых советских деятелей искусства.
Умер 4 июня 1972 года в Москве. Похоронен в колумбарии Новодевичьего кладбища, там же впоследствии был захоронен и его сын — фармаколог М. Э. Каминка.

## Семья
- Жена — певица Ольга Власова.
  - Сыновья — Виктор Каминка (1946—2011); Михаил Каминка, фармаколог.
- Сестра — Елизавета (1906—1996), стенограф на кинофабрике[4]. Братья — Семён (1907—1983), режиссёр, муж актрисы Елены Гоголевой, и Михаил (1908—1929).

## Творчество

### Озвучивание мультфильмов
- 1954 — На лесной эстраде — Утка
- 1954 — Козёл-музыкант
- 1960 — Тринадцатый рейс — текст от автора
- 1963 — Бабушкин козлик. Сказка для взрослых — текст от автора
- 1963 — Миллионер — текст от автора
- 1964 — Дюймовочка — текст от автора

### Взаимные эпиграммы сВиктором АрдовымиГеоргием Мдивани[5]
```
- Искусству нужен Э.Каминка,
  Как 
жопе
 третья половинка
```

```
- Искусству нужен Виктор Ардов
  Как 
жопе
 пара бакенбардов
```

```
- Искусству нужен Г.Мдивани
  Как голой 
жопе
 гвоздь в диване
```